# 双河街道 (柘城县)
邵元乡，是中华人民共和国河南省商丘市柘城县下辖的一个乡镇级行政单位。

## 行政区划
邵元乡下辖以下地区：
城西社区、邵元村、李伯侯村、司楼村、高赵村、马元村、小李村、林张村、小方村、大方村、关桥村、周元村、曹关村、徐元村、余井村、王楼村、冯堂村、后李村、前李村、吴楼村和小李楼村。